# Mont Blackburn
Pour les articles homonymes, voir Mont Blackburn (Antarctique) et Blackburn (homonymie).
Le mont Blackburn est un sommet de l'Alaska, aux États-Unis. Il s'élève à 4 996 mètres d'altitude et constitue le point culminant des montagnes Wrangell. Il s'agit d'un vieux stratovolcan éteint, érodé et couvert de glaces. Il a été escaladé pour la première fois le 30 mai 1958. Son ascension, par le versant nord, ne présente plus de difficulté particulière. Il se trouve dans le parc national de Wrangell-St. Elias.

## Toponymie
Le mont Blackburn est ainsi nommé en 1885 par le lieutenant Henry T. Allen de l'U.S. Army en l'honneur de Joseph Clay Stiles Blackburn, représentant puis sénateur américain de l'État du Kentucky. Il est nommé K’als’i Tl’aadi dans la langue des Ahtnas, c'est-à-dire « celui aux eaux froides ».

## Géographie

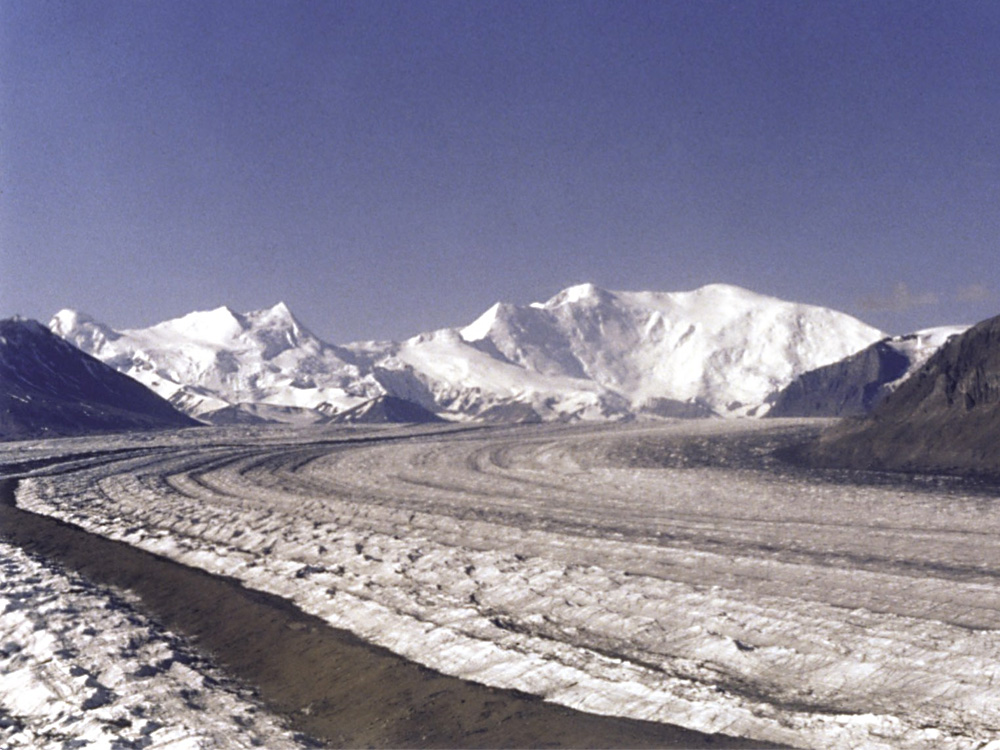
Vue du mont Blackburn (à droite) et du glacier Nabesna.

Le mont Blackburn est situé aux États-Unis, dans la région de recensement de Valdez-Cordova au Sud-Est de l'État d'Alaska, à 130 kilomètres de la frontière avec le Canada. Il se trouve à 600 kilomètres au nord-ouest de Juneau et 350 kilomètres à l'est-nord-est d'Anchorage, respectivement capitale et plus grande ville de l'État. Les localités les plus proches sont Chitina au sud-ouest et McCarthy au sud-est. Le sommet s'élève à 4 996 mètres d'altitude, dans les montagnes Wrangell, ce qui en fait le point culminant du massif et le cinquième plus haut sommet des États-Unis. Sa hauteur de culminance est de 3 535 mètres, ce qui le classe à la cinquantième place dans le monde. Sa face ouest présente une hauteur de 3 350 mètres. Il possède une cime secondaire, nommée pic Kennedy ou East Blackburn, à 4 964 mètres d'altitude. Il s'agit d'un stratovolcan érodé, le deuxième plus haut du pays après le mont Bona et le cinquième d'Amérique du Nord.
Le mont Blackburn est probablement le plus vieux des volcans des montagnes Wrangell. La roche la plus ancienne découverte est un granite de 4,2 millions d'années et laisse présager l'existence de roches d'au moins 5 millions d'années. L'essentiel des roches est toutefois composé d'une intrusion de granites de 3,4 millions d'années dans une grande épaisseur d'andésites, ce qui tendrait à prouver qu'une ancienne caldeira se serait effondrée sur elle-même dans la chambre magmatique. Aucune trace d'éruption depuis cet événement n'a été mise en évidence.
La montagne est entourée de champs de glace et de glaciers, dont le glacier Kennicott au sud, les glaciers Nabesna et Kuskulana au nord.

## Histoire
Jusqu'à ce que des mesures plus précises soient réalisées en 1960, le sommet Est est considéré comme le pic principal. Ainsi, lorsqu'elle atteint sa cime en 1912, accompagnée de George Handy, Dora Keen réalise un véritable exploit, puisqu'une femme réussit la première ascension d'un sommet majeur, fait extrêmement rare. Après avoir sollicité l'aide de mineurs du camp de Kennecott, ils montent ensemble par le glacier Kennicott sur le versant méridional, puis le long de la face Est. Keen écrit même un article dans le Saturday Evening Post qu'elle intitule :

« First up Mount Blackburn. »

— Dora Keen
La seconde ascension, et première du sommet Ouest, n'est effectuée que 46 ans plus tard, le 30 mai 1958 par Bruce Gilbert, Dick Wahlstrom, Hans Gmoser, Adolf Bitterlich et Leon Blumer. Ils grimpent par l'arête nord, à l'opposé de leurs prédécesseurs, et arrivent au sommet sans même savoir qu'ils sont les premiers à vaincre véritablement le mont Blackburn. D'ailleurs, Blumer lui-même consacre un article à l'événement, dans l'American Alpine Journal, qu'il intitule sobrement :

« Mount Blackburn – Second Ascent. »

— Leon Blumer

## Activités

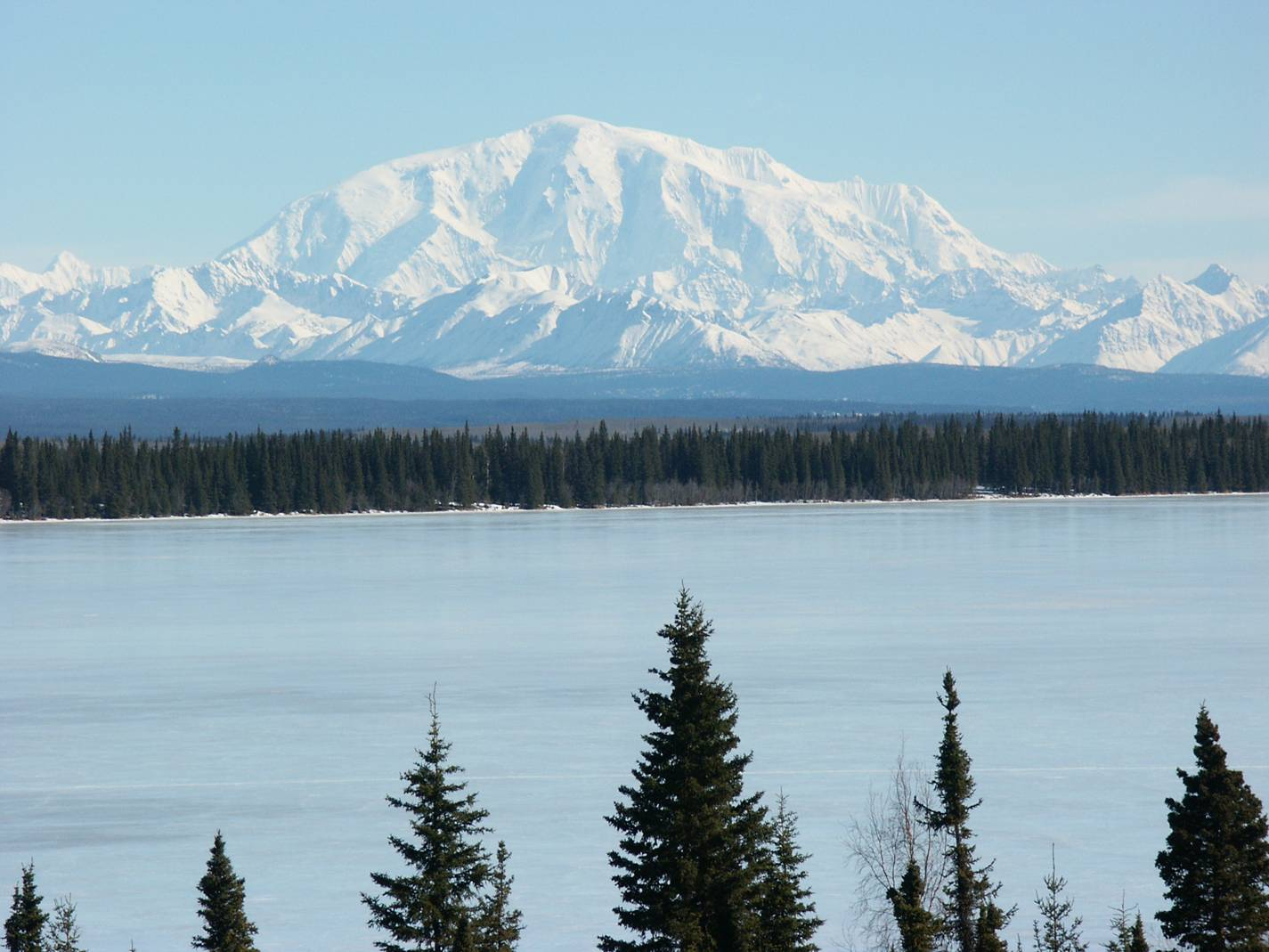
Vue de l'imposante masse du mont Blackburn avec le lac Willow depuis l'ouest.

Désormais, la voie classique pour atteindre le sommet est celle de 1958, par l'arête nord (ou nord-ouest), dont l'approche se fait par le glacier Nabesna, sur le versant nord de la montagne. Il est possible de se faire déposer sur la piste d'atterrissage sur le glacier, à 2 200 mètres d'altitude. L'ascension est cotée 2 sur l'échelle particulière à l'Alaska, c'est-à-dire de difficulté modérée.
Le mont Blackburn est classé depuis 1980 au sein du parc national de Wrangell-St. Elias, le plus étendu des États-Unis.